# Татнафта

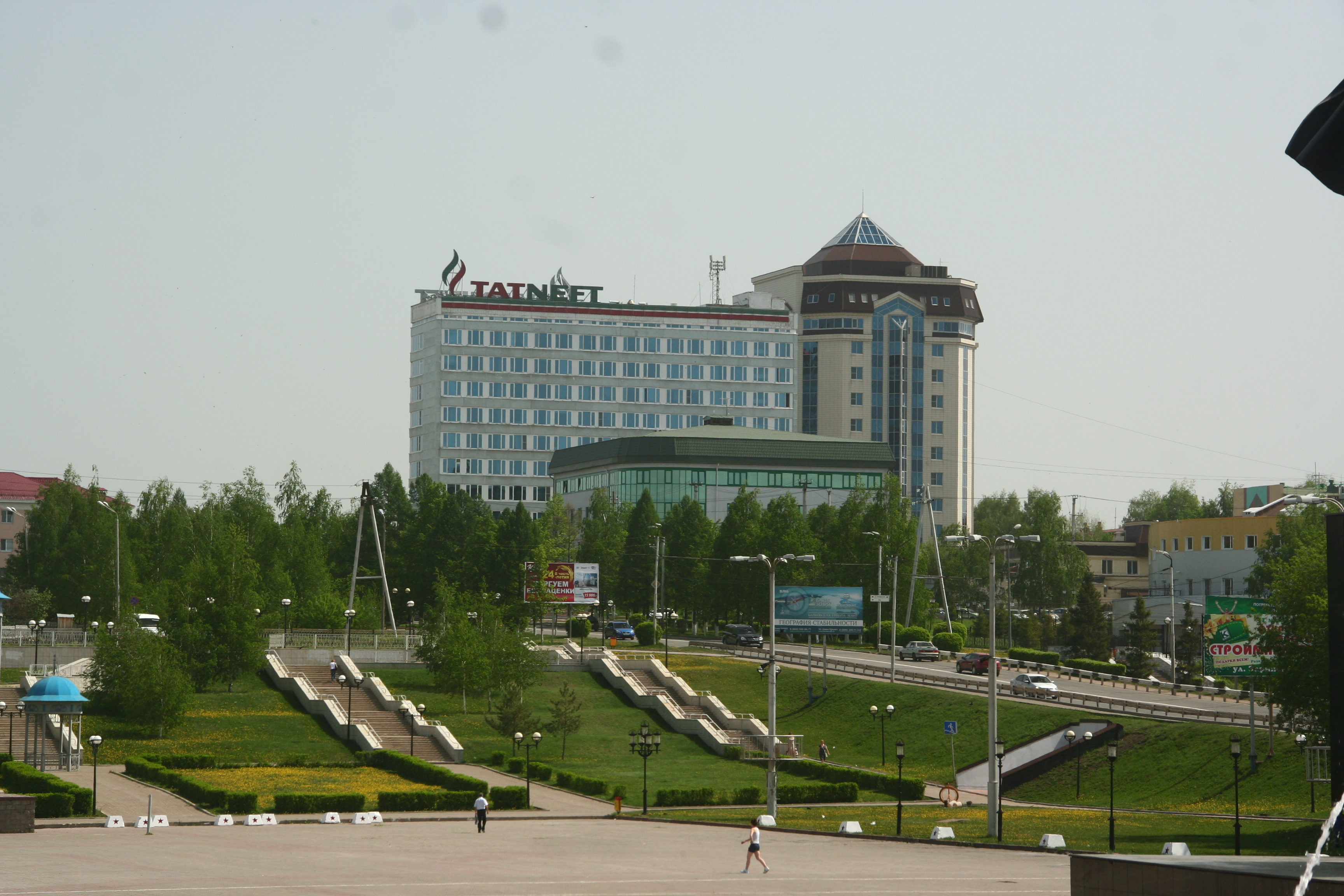
Головний офіс компанії в Альметьєвську

«Татнафта» (рос. Татнефть) — російська нафтова компанія. Посідала шосте місце в РФ за обсягом видобутку нафти. За даними російського щомісячного ділового журналу «Експерт», за обсягами виручки у 2008 році серед російських компаній,  займала 10 місце. Повне найменування — Відкрите акціонерне товариство «Татнефть» імені В. Д. Шашина. Штаб-квартира — в місті Альметьєвську, Татарстан. 

## Історія
Виробниче об'єднання «Татнафта» створено Постановою Ради Міністрів СРСР у 1950 році у складі кількох трестів. У 1994 році перетворено в Акціонерне товариство. 
У 2003 році компанія намагалася придбати контрольний пакет акцій турецької нафтопереробної компанії «Тупрас».
На початок квітня 2010 року капіталізація «Татнафти» складала — $10,68 млрд. 

### В Україні
27 лютого 2025 року ВАКС ухвалено рішення про задоволення позову Мін’юсту щодо застосування санкції у виді стягнення в дохід держави активів ПАТ «Татнєфть імені В.Д. Шашина».
Зазначається, що ПАТ «Татнєфть імені В.Д. Шашина» є одним із найбільших промислових конгломератів у сфері видобутку, переробки та реалізації нафтопродуктів у росії. Ця стратегічно важлива для держави-агресора компанія стабільно сплачує значні податки до російського бюджету, кошти з якого спрямовуються на розвиток і підтримку військово-промислового комплексу (далі – ВПК) рф. Підприємства «Татнєфть» посилюють енергетичний та економічний потенціал росії, що використовується її політичним керівництвом для ведення агресивної війни проти України. Зокрема, один із ключових проєктів групи – комплекс нафтопереробних заводів «ТАНЕКО» у Нижньокамську (Татарстан, рф), який виробляє приблизно 20 видів продукції, включаючи авіаційний керосин і дизельне паливо, що постачаються на підприємства ВПК рф.
ВАКС постановив застосувати до ПАТ «Татнєфть імені В.Д. Шашина» санкцію, передбачену пунктом 1-1 частини першої статті 4 Закону України «Про санкції». Зокрема, на підставі рішення суду, в дохід української держави стягнуто корпоративні права компаній якими напряму володіла ПАТ «Татнєфть імені В.Д. Шашина», а саме:
- 100 % частки в статутному капіталі ТОВ «ТАТНЄФТЬ-АЗС-УКРАЇНА»;
- 92,98 % частки в статутному капіталі ТОВ «ХАРКІВ-КАПІТАЛ»;
- 88,97 % частки в статутному капіталі ТОВ «ПОЛТАВА-КАПІТАЛ».

Зазначені компанії володіють нафтобазами, автозаправними станціями, нежитловими будівлями, земельними ділянками, бензовозами та автомобілями на території Харківської та Полтавської областей.

## Власники та керівництво
Основний акціонер — державний холдинг «Связьинвестнефтехим», що володів (станом на травень 2005 року) 32,51 % акцій «Татнафти». Акціонери: The Bank of New York International Nominees володіє — 22,82 % акцій, група ТАІФ — 6,02 %, UBS AG — 7,96 %. 
Голова ради директорів — Рустам Мінніханов, президент Татарстану. 
Генеральний директор — Наіль Маганов. 